# Villa de los Ranchos
Villa de los Ranchos es el nombre popular con que se denominaba a la actual ciudad de Villa del Rosario (Córdoba).
Con anterioridad a su fundación oficial en 1795 por el Gobernador Intendente de Córdoba del Tucumán Don Rafael Marqués de Sobremonte el paraje ubicado sobre las márgenes del río Segundo o Xanaes recibió diversos nombres. El más usual de ellos fue Villa de los Ranchos ya que quedó grabado en la historia argentina por diversos hechos que tuvieron lugar durante la guerra civil posterior a la independencia. El más célebre es el que se protagoniza en el acampamento denominado Paso de las Tropas ubicado al este de la localidad donde en febrero de 1819 el General Manuel Belgrano estableció el campamento de parte de su Ejército del Norte.
Belgrano había recibido órdenes de colaborar en el aplacamiento de las sediciones de los caudillos santafesinos Estanislao López y Francisco Ramírez. Durante la estadía en el paraje de Villa de los Ranchos Belgrano escribió diversas cartas a las autoridades provinciales solicitando ayuda para recomponer su ejército. En ellas se menciona indistintamente a la localidad sea como Villa del Rosario que como Villa de los Ranchos.
- Datos: Q5474521